# Lubomír Továrek
Lubomír Továrek (* 23. října 1971 Moravská Třebová) je český lékař.

## Život
MUDr. Lubomír Továrek je český oftalmolog a specialista na oční mikrochirurgii. Vystudoval 3. Lékařskou fakultu Univerzity Karlovy v Praze. V roce 1999 získal Atestaci I. Stupně v oboru oční lékařství, atestaci II. stupně získal v roce 2005.
Dr. Továrek se od počátku své kariéry specializuje na chirurgii předního segmentu oka. Zabývá se především řešením kataraktu, refrakční chirurgii a glaukomu.
Česká společnost refrakční a kataraktové chirurgie ho několikrát ocenila jako jednoho z nejvíce operujících kataraktových chirurgů. V roce 2009 získal diplom za provedení 10 000 tisíc operací šedého zákalu. Za celou svoji kariéru měl doktor Továrek provést již více než 40 000 operací kataraktu.